# Zejneba Tari
Zejneba Tari (sindi زينب تاري, urdu زينب تاری ) bila je kraljica Sinda (u današnjem Pakistanu) 1092. — 1102. Bila je jedina kraljica koja je vladala Sindom kao apsolutna vladarica.
Bila je kći kralja Asamuddina Daule Doda iz dinastije Soomra, koji je došao na prijestolje Sinda nakon smrti svoga oca, Asimuddina Bhoongara. Kralj je Zejnebi dodijelio tutore koji su ju učili kako se upravlja kraljevstvom jer je smatrao da neće dobiti sina, a vladao je Sindom 15 godina. Ipak, rođen mu je sin, kojeg je nazvao Shahabuddin Sanghar. Dok je Shahabuddin Sanghar još bio maloljetan, kralj je abdicirao 1092. godine te ga je Zejneba naslijedila.
Nakon desete godine svoje vladavine, Zejneba je svoga brata proglasila kraljem Sinda, koji je zatim okrunjen te se kraljica Zejneba povukla s vlasti.